# Pelourinho de Chaves

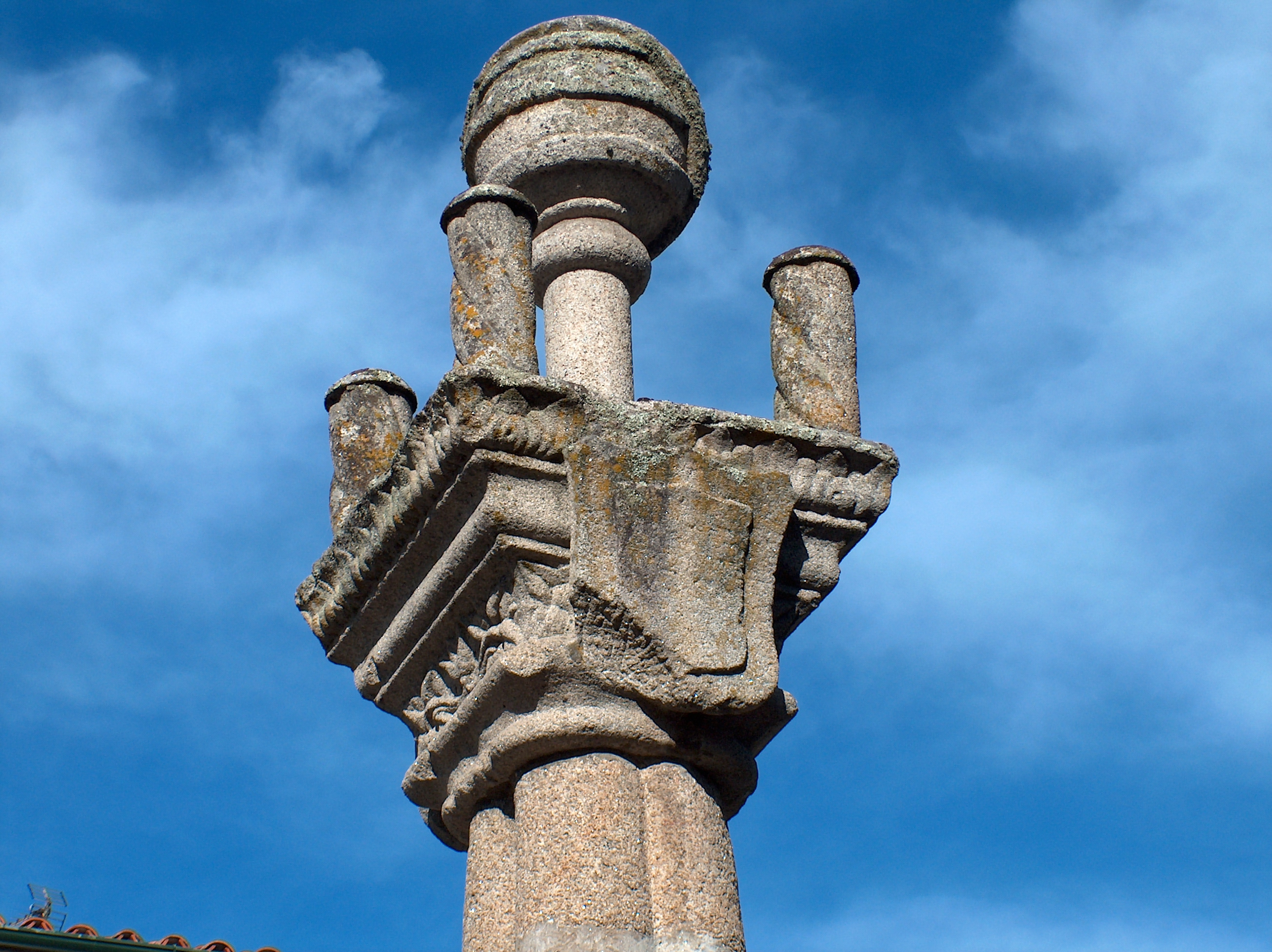

O Pelourinho de Chaves é um pelourinho situado na freguesia de Santa Maria Maior, no município de Chaves, distrito de Vila Real, em Portugal.
Está classificado como Imóvel de Interesse Público desde 1933.